# هيتوشي توميشيما
هيتوشي توميشيما (باليابانية: 冨嶋 均) (مواليد 1 يونيو 1964)، هو لاعب كرة قدم ياباني سابق كان يلعب كمهاجم.

## وصلات خارجية
- هيتوشي توميشيما على موقع رابطة كرة القدم اليابانية للمحترفين (اليابانية)
- هيتوشي توميشيما على موقع عالم كرة القدم.نت (الإنجليزية)